# جنرال لوتنانت
```
Generalleutnant
، اختصار 
GenLt
، ( 
(
بالإنجليزية
: 
lieutenant general
)
 هو ثاني أعلى رتبة 
ضابط
 عام في 
الجيش الألماني
 ( 
هير
 ) 
وسلاح الجو الألماني
 ( 
لوفتوافه
).
```

## الرتبة
تم تصنيف الرتبة OF-8 في منظمة حلف شمال الأطلسي، تحت الفئة B7 في قواعد الأجور في وزارة الدفاع الاتحادية. وهو ما يعادل نائب أميرال في البحرية الألمانية ( البحرية )، أو Generaloberstabsarzt وAdmiraloberstabsarzt في الخدمات الطبية المركزية. على شرائط الكتف (Heer، Luftwaffe) هناك ثلاث نقاط ذهبية (نجوم) بأوراق البلوط الذهبي.
| هير                                                       | وفتوافا                                                                                             | ... لخدمة موحدة                                  |
| --------------------------------------------------------- | --------------------------------------------------------------------------------------------------- | ------------------------------------------------ |
| - Generalleutnant (بدلة الحقل) - Generalleutnant (متقاعد) | - Generalleutnant ( صندل ) - العام oberstabsarzt (الطب البشري) - العام oberstabsarzt (بدلة الصحراء) | - التصحيح جورجيت ‏ (حق) - التصحيح جورجيت (اليسار) |

## Generalleutnant في ألمانيا الشرقية
|                 |                 |                 |                 |             |             |
| Generalleutnant | Generalleutnant | Generalleutnant | Generalleutnant | Vizeadmiral | Vizeadmiral |